# Wagethe Airport
Wagethe Airport är en flygplats i Indonesien.   Den ligger i provinsen Papua, i den östra delen av landet, 3 300 km öster om huvudstaden Jakarta. Wagethe Airport ligger 1 716 meter över havet.
Terrängen runt Wagethe Airport är varierad. Runt Wagethe Airport är det ganska glesbefolkat, med 30 invånare per kvadratkilometer. I omgivningarna runt Wagethe Airport växer i huvudsak städsegrön lövskog.